# Division IB du Championnat du monde de hockey sur glace 2016
Navigation
Division IB en 2015 Division IB en 2017
Le tournoi de la Division IB du Championnat du monde de hockey sur glace 2016 se déroule à Zagreb en Croatie du 17 au 23 avril 2016.  

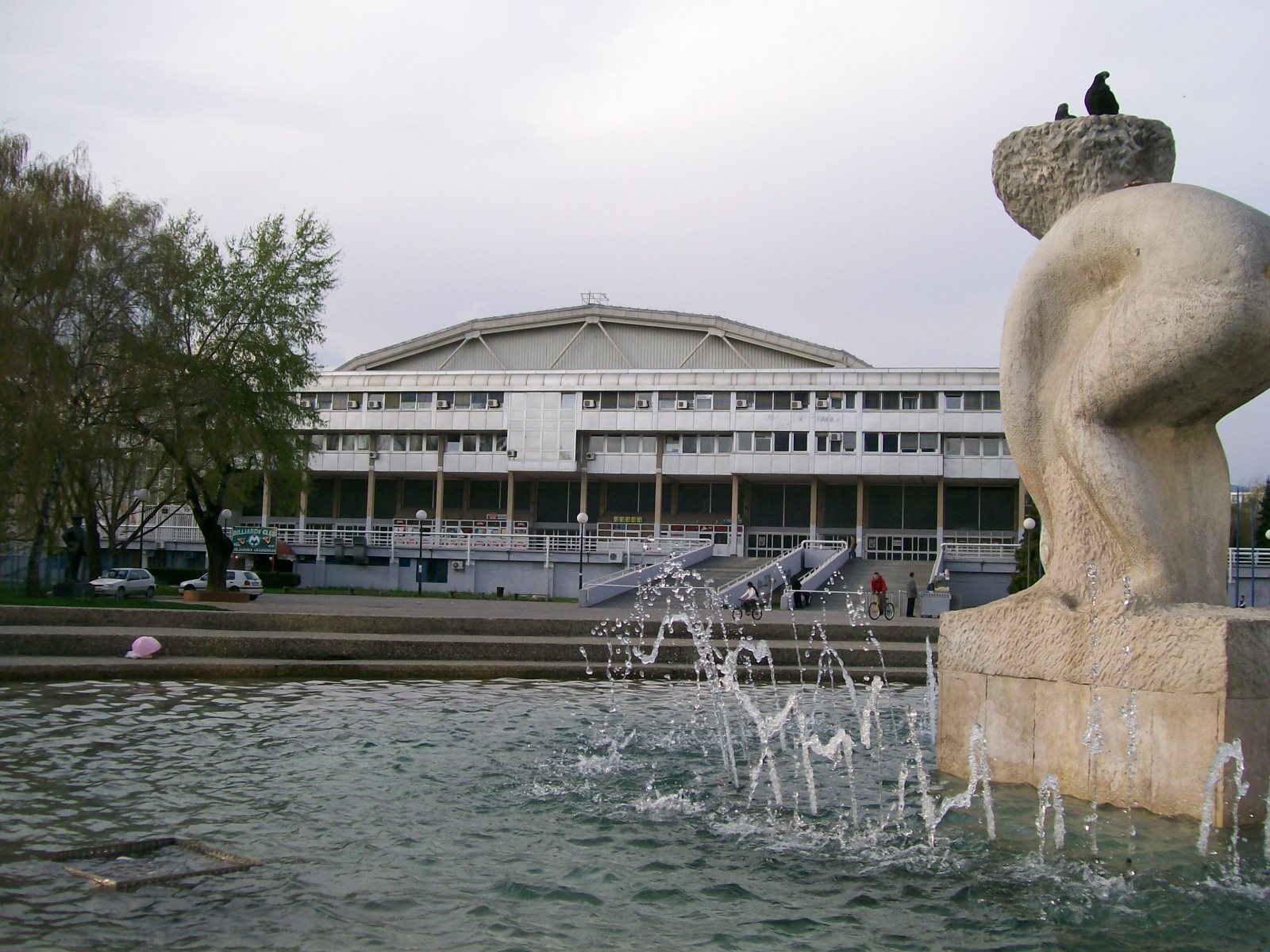
Vue de la Dom Sportova à Zagreb

| \| Localisation de Zagreb en Croatie. \| Localisation de Zagreb en Croatie. |
| Localisation de Zagreb en Croatie.                                          |

## Format de la compétition

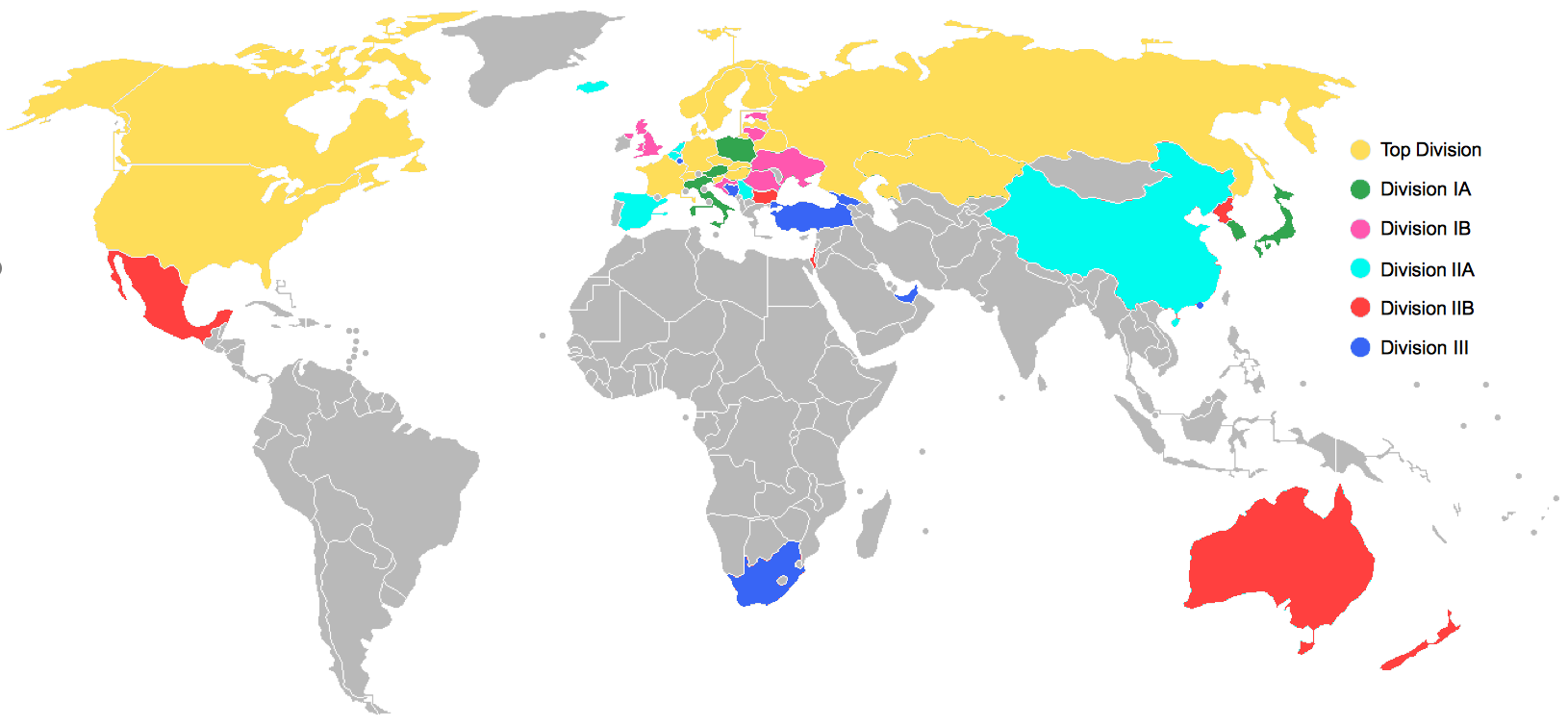
Nations participant au Championnat du monde de hockey sur glace 2016, par division.

Le Championnat du monde de hockey sur glace est un ensemble de plusieurs tournois regroupant les nations en fonction de leur niveau. Les meilleures équipes disputent le titre dans la Division Élite.
Le groupe principal (Division Élite) regroupe 16 équipes réparties en deux poules de 8 qui disputent un tour préliminaire. Les 4 premiers de chaque poule sont qualifiés pour les quarts de finale et les derniers sont relégués en Division IA.
Pour les autres divisions qui comptent 6 équipes (sauf la Division III qui en compte 7), les équipes s’affrontent entre elles et, à l'issue de cette compétition, le premier est promu dans la division supérieure et le dernier est relégué dans la division inférieure.
Lors des phases de poule, les points sont attribués ainsi :
- 3 points pour une victoire dans le temps réglementaire ;
- 2 points pour une victoire en prolongation ou aux tirs de fusillade ;
- 1 point pour une défaite en prolongation ou aux tirs de fusillade ;
- aucun point pour une défaite dans le temps réglementaire.

## Résultats
| 17 avril 2016 | Estonie | 2-7 (1-2, 1-4, 0-1) | Lituanie | Dom Sportova 95 spectateurs |

| Feuille de match                          | Feuille de match                                                  | Feuille de match                    | Feuille de match | Feuille de match                                                       |
| ----------------------------------------- | ----------------------------------------------------------------- | ----------------------------------- | --- | ---------------------------------------------------------------------- |
|                                           | Rooba (Petrov, Makrov) — 10 min 49 s - Rooba — 26 min 38 s (SN) - | 1-0 1-1 1-2 1-3 2-3 2-4 2-5 2-6 2-7 | - Baltrukonis (Bendžius, Gintautas) — 14 min 24 s Cizas (Alisauskas) — 16 min 43 s Bogdziul (Bosas) — 23 min 24 s (IN) - Alisauskas (Verenis) — 28 min 6 s (SN) Gintautas (Baltrukonis) — 32 min 15 s Alisauskas (Kumeliauskas) — 37 min 39 s (SN) Gintautas (Baltrukonis) — 49 min 31 s (IN) | Arbitrage : Jimmy Bergamelli Juges de lignes Vanja Belic Damir Rakovic |
| Koitmaa (40 min) Daniil Seppenen (20 min) | Gardiens                                                          | Pavliukov                           | | Arbitrage : Jimmy Bergamelli Juges de lignes Vanja Belic Damir Rakovic |
| 6 min                                     | Pénalités                                                         | 14 min                              | | Arbitrage : Jimmy Bergamelli Juges de lignes Vanja Belic Damir Rakovic |
| 30                                        | Tirs                                                              | 30                                  | | Arbitrage : Jimmy Bergamelli Juges de lignes Vanja Belic Damir Rakovic |

| 17 avril 2016 | Roumanie | 1-6 (1-2, 0-1, 0-3) | Ukraine | Dom Sportova 200 spectateurs |

| Feuille de match | Feuille de match                            | Feuille de match            | Feuille de match | Feuille de match                                                             |
| ---------------- | ------------------------------------------- | --------------------------- | --- | ---------------------------------------------------------------------------- |
|                  | - Peter (Papp, Mihaly) — 16 min 18 s (SN) - | 0-1 0-2 1-2 1-3 1-4 1-5 1-6 | Petrangovsky (Gnidenko) — 5 min 10 s Gavryk (Tchernichtchenko) — 11 min 28 s - Gavryk (Tymtchenko) — 27 min 54 s Pobiedonostsev (Mikhnov, Chafarenko) — 42 min 24 s Zakharov (Babynets) — 44 min 3 s Gnidenko (Bondariev) — 48 min 7 s (IN) | Arbitrage : Manuel Nikolic Juges de lignes Tomislav Grozaj Shunsuke Ichikawa |
| Ruczuj           | Gardiens                                    | Zakharchenko                | | Arbitrage : Manuel Nikolic Juges de lignes Tomislav Grozaj Shunsuke Ichikawa |
| 8 min            | Pénalités                                   | 12 min                      | | Arbitrage : Manuel Nikolic Juges de lignes Tomislav Grozaj Shunsuke Ichikawa |
| 12               | Tirs                                        | 48                          | | Arbitrage : Manuel Nikolic Juges de lignes Tomislav Grozaj Shunsuke Ichikawa |

| 17 avril 2016 | Croatie | 1-4 (1-1, 0-2, 0-1) | Grande-Bretagne | Dom Sportova 2 600 spectateurs |

| Feuille de match | Feuille de match                                   | Feuille de match    | Feuille de match | Feuille de match                                                          |
| ---------------- | -------------------------------------------------- | ------------------- | --- | ------------------------------------------------------------------------- |
|                  | - Blagus (Jarčov, Jačmenjak) — 14 min 5 s (2 SN) - | 0-1 1-1 1-2 1-3 1-4 | Dowd (O'Connor, Farmer) — 11 min 27 s - Weaver (Shields, Dowd) — 24 min 12 s Peacock (Tait, Richardson) — 35 min 43 s Shields (O'Connor, Dowd) — 48 min 29 s | Arbitrage : Mikael Holm Juges de lignes Franco Espinoza Markus Hagerstrom |
| Tomljenovic      | Gardiens                                           | Bowns               | | Arbitrage : Mikael Holm Juges de lignes Franco Espinoza Markus Hagerstrom |
| 22 min           | Pénalités                                          | 26 min              | | Arbitrage : Mikael Holm Juges de lignes Franco Espinoza Markus Hagerstrom |
| 14               | Tirs                                               | 29                  | | Arbitrage : Mikael Holm Juges de lignes Franco Espinoza Markus Hagerstrom |

| 18 avril 2016 | Lituanie | 5-1 (2-1, 1-0, 2-0) | Roumanie | Dom Sportova 100 spectateurs |

| Feuille de match | Feuille de match | Feuille de match        | Feuille de match                  | Feuille de match                                                            |
| ---------------- | --- | ----------------------- | --------------------------------- | --------------------------------------------------------------------------- |
|                  | Verenis (Čižas, Jasinevicius) — 5 min 30 s Kieras (Alisauskas, Kumeliauskas) — 10 min 33 s (SN) - Alisauskas (Kieras, Bosas) — 29 min 28 s (SN) Bosas (Bogdziul, Kumeliauskas) — 40 min 20 s Katulis (Čižas, Fiščevas) — 58 min 4 s (SN) | 1-0 2-0 2-1 3-1 4-1 5-1 | - Lörincz (Fodor) — 14 min 17 s - | Arbitrage : Daniel Gamper Juges de lignes Tomislav Grozaj Markus Hagerstrom |
| Pavliukov        | Gardiens | Onodi                   |                                   | Arbitrage : Daniel Gamper Juges de lignes Tomislav Grozaj Markus Hagerstrom |
| 10 min           | Pénalités | 24 min                  |                                   | Arbitrage : Daniel Gamper Juges de lignes Tomislav Grozaj Markus Hagerstrom |
| 37               | Tirs | 19                      |                                   | Arbitrage : Daniel Gamper Juges de lignes Tomislav Grozaj Markus Hagerstrom |

| 18 avril 2016 | Grande-Bretagne | 4-3 (pr) (2-1, 1-1, 0-1, 1-0) | Estonie | Dom Sportova 455 spectateurs |

| Feuille de match | Feuille de match | Feuille de match            | Feuille de match | Feuille de match                                                    |
| ---------------- | --- | --------------------------- | --- | ------------------------------------------------------------------- |
|                  | Peacock (Cowley) — 26 s Cowley (Dowd, O'Connor) — 12 min 43 s - Cowley (Tait, Peacock) — 20 min 55 s - Dowd (Weaver) — 63 min 22 s (SN) | 1-0 2-0 2-1 3-1 3-2 3-3 4-3 | - Petrov (Lahesalu, Rooba) — 13 min 10 s - Petrov (Lahesalu) — 33 min 11 s Makrov (Petrov, Rooba) — 53 min 5 s (SN) - | Arbitrage : Milael Holm Juges de lignes Vanja Belic Franco Espinoza |
| Bowns            | Gardiens | Koitmaa                     | | Arbitrage : Milael Holm Juges de lignes Vanja Belic Franco Espinoza |
| 22 min           | Pénalités | 4 min                       | | Arbitrage : Milael Holm Juges de lignes Vanja Belic Franco Espinoza |
| 37               | Tirs | 28                          | | Arbitrage : Milael Holm Juges de lignes Vanja Belic Franco Espinoza |

| 18 avril 2016 | Ukraine | 4-1 (2-1, 2-0, 0-0) | Croatie | Dom Sportova 1 500 spectateurs |

| Feuille de match | Feuille de match | Feuille de match    | Feuille de match                  | Feuille de match                                                        |
| ---------------- | --- | ------------------- | --------------------------------- | ----------------------------------------------------------------------- |
|                  | Tchernychtchenko (Gavryk) — 2 min 28 s Isayenko (Petrangovsky) — 14 min 39 s - Zakharov (Babynets, Petroukhno) — 20 min 13 s Chafarenko (Mikhnov, Aleksyuk) — 26 min 10 s (2 SN) | 1-0 2-0 2-1 3-1 4-1 | - Mikulić (Jarčov) — 18 min 6 s - | Arbitrage : Jimmy Bergamelli Juges de lignes Park Jun-soo Damir Rakovic |
| Zakharchenko     | Gardiens | Tomljenovic         |                                   | Arbitrage : Jimmy Bergamelli Juges de lignes Park Jun-soo Damir Rakovic |
| 14 min           | Pénalités | 60 min              |                                   | Arbitrage : Jimmy Bergamelli Juges de lignes Park Jun-soo Damir Rakovic |
| 28               | Tirs | 33                  |                                   | Arbitrage : Jimmy Bergamelli Juges de lignes Park Jun-soo Damir Rakovic |

| 20 avril 2016 | Ukraine | 7-1 (2-0, 2-1, 3-0) | Estonie | Dom Sportova 120 spectateurs |

| Feuille de match | Feuille de match | Feuille de match | Feuille de match | Feuille de match            |
| ---------------- | ---------------- | ---------------- | ---------------- | --------------------------- |
|                  |                  |                  |                  | Arbitrage : Juges de lignes |
|                  |                  |                  |                  |                             |
| 6 min            | Pénalités        | 4 min            |                  |                             |
| 35               | Tirs             | 29               |                  |                             |

| 20 avril 2016 | Grande-Bretagne | 8-0 (2-0, 6-0, 0-0) | Lituanie | Dom Sportova 450 spectateurs |

| Feuille de match | Feuille de match | Feuille de match | Feuille de match | Feuille de match            |
| ---------------- | ---------------- | ---------------- | ---------------- | --------------------------- |
|                  |                  |                  |                  | Arbitrage : Juges de lignes |
|                  |                  |                  |                  |                             |
| 10 min           | Pénalités        | 16 min           |                  |                             |
| 44               | Tirs             | 10               |                  |                             |

| 20 avril 2016 | Roumanie | 5-12 (1-3, 2-4, 2-5) | Croatie | Dom Sportova 1 650 spectateurs |

| Feuille de match | Feuille de match | Feuille de match | Feuille de match | Feuille de match            |
| ---------------- | ---------------- | ---------------- | ---------------- | --------------------------- |
|                  |                  |                  |                  | Arbitrage : Juges de lignes |
|                  |                  |                  |                  |                             |
| 12 min           | Pénalités        | 35 min           |                  |                             |
| 30               | Tirs             | 36               |                  |                             |

| 22 avril 2016 | Grande-Bretagne | 6-1 (2-0, 2-0, 2-1) | Roumanie | Dom Sportova 400 spectateurs |

| Feuille de match | Feuille de match | Feuille de match | Feuille de match | Feuille de match            |
| ---------------- | ---------------- | ---------------- | ---------------- | --------------------------- |
|                  |                  |                  |                  | Arbitrage : Juges de lignes |
|                  |                  |                  |                  |                             |
| 6 min            | Pénalités        | 14 min           |                  |                             |
| 58               | Tirs             | 11               |                  |                             |

| 22 avril 2016 | Lituanie | 2-1 (0-0, 0-1, 2-0) | Ukraine | Dom Sportova 350 spectateurs |

| Feuille de match | Feuille de match | Feuille de match | Feuille de match | Feuille de match            |
| ---------------- | ---------------- | ---------------- | ---------------- | --------------------------- |
|                  |                  |                  |                  | Arbitrage : Juges de lignes |
|                  |                  |                  |                  |                             |
| 6 min            | Pénalités        | 6 min            |                  |                             |
| 27               | Tirs             | 32               |                  |                             |

| 22 avril 2016 | Croatie | 5-3 (1-2, 3-1, 1-0) | Estonie | Dom Sportova 2 800 spectateurs |

| Feuille de match | Feuille de match | Feuille de match | Feuille de match | Feuille de match            |
| ---------------- | ---------------- | ---------------- | ---------------- | --------------------------- |
|                  |                  |                  |                  | Arbitrage : Juges de lignes |
|                  |                  |                  |                  |                             |
| 8 min            | Pénalités        | 10 min           |                  |                             |
| 40               | Tirs             | 27               |                  |                             |

| 23 avril 2016 | Ukraine | 2-1 (0-0, 0-1, 2-0) | Grande-Bretagne | Dom Sportova 500 spectateurs |

| Feuille de match | Feuille de match | Feuille de match | Feuille de match | Feuille de match            |
| ---------------- | ---------------- | ---------------- | ---------------- | --------------------------- |
|                  |                  |                  |                  | Arbitrage : Juges de lignes |
|                  |                  |                  |                  |                             |
| 6 min            | Pénalités        | 8 min            |                  |                             |
| 23               | Tirs             | 28               |                  |                             |

| 23 avril 2016 | Estonie | 3-0 (0-0, 3-0, 0-0) | Roumanie | Dom Sportova 200 spectateurs |

| Feuille de match | Feuille de match | Feuille de match | Feuille de match | Feuille de match            |
| ---------------- | ---------------- | ---------------- | ---------------- | --------------------------- |
|                  |                  |                  |                  | Arbitrage : Juges de lignes |
|                  |                  |                  |                  |                             |
| 4 min            | Pénalités        | 10 min           |                  |                             |
| 35               | Tirs             | 20               |                  |                             |

| 23 avril 2016 | Lituanie | 1-2 (TB) (0-1, 0-0, 1-0, 0-0, 0-1) | Croatie | Dom Sportova 2 500 spectateurs |

| Feuille de match | Feuille de match | Feuille de match | Feuille de match | Feuille de match            |
| ---------------- | ---------------- | ---------------- | ---------------- | --------------------------- |
|                  |                  |                  |                  | Arbitrage : Juges de lignes |
|                  |                  |                  |                  |                             |
| 38 min           | Pénalités        | 16 min           |                  |                             |
| 24               | Tirs             | 38               |                  |                             |

## Classement final
| Clt   | Équipe          | PJ | V | VP | D | DP | BP | BC | Diff | Pts |
| ----- | --------------- | -- | - | -- | - | -- | -- | -- | ---- | --- |
| +001, | Ukraine (R)     | 5  | 4 | 0  | 1 | 0  | 20 | 6  | +14  | 12  |
| +002, | Grande-Bretagne | 5  | 3 | 1  | 1 | 0  | 23 | 7  | +16  | 11  |
| +003, | Lituanie        | 5  | 3 | 0  | 1 | 1  | 15 | 14 | +1   | 10  |
| +004, | Croatie         | 5  | 2 | 1  | 2 | 0  | 21 | 17 | +4   | 8   |
| +005, | Estonie         | 5  | 1 | 0  | 3 | 1  | 12 | 23 | -11  | 4   |
| +006, | Roumanie (P)    | 5  | 0 | 0  | 5 | 0  | 8  | 32 | -24  | 0   |

- Promu en Division IA en 2017
- Relégué en Division IIA en 2017

Pour les significations des abréviations, voir statistiques du hockey sur glace.

## Récompenses individuelles
Meilleurs joueurs
- Meilleur gardien : Eduard Zakharchenko (Lituanie)
- Meilleur défenseur : Ben O'Connor (Grande-Bretagne)
- Meilleur attaquant : Borna Rendulić (Croatie)

| Clt | Joueur             | Équipe          | PJ | B | A | Pts | Pun | +/- |
| --- | ------------------ | --------------- | -- | - | - | --- | --- | --- |
| 1   | Robert Rooba       | Estonie         | 5  | 4 | 4 | 8   | 0   | -4  |
| 2   | Ben O'Connor       | Grande-Bretagne | 5  | 1 | 7 | 8   | 12  | +2  |
| 3   | Valdyslav Gavryk   | Ukraine         | 5  | 3 | 4 | 7   | 2   | +7  |
| 4   | Borna Rendulić     | Croatie         | 4  | 2 | 5 | 7   | 0   | -3  |
| 5   | Mike Glumac        | Croatie         | 5  | 4 | 2 | 6   | 4   | +3  |
| 6   | Russell Cowley     | Grande-Bretagne | 5  | 3 | 3 | 6   | 2   | +4  |
| 6   | Jonathan Phillips  | Grande-Bretagne | 5  | 3 | 3 | 6   | 6   | +6  |
| 8   | Aleksandr Petrov   | Estonie         | 5  | 2 | 4 | 6   | 2   | -3  |
| 9   | Nerijus Alisauskas | Lituanie        | 5  | 3 | 2 | 5   | 2   | +4  |
| 9   | Ivan Janković      | Croatie         | 5  | 3 | 2 | 5   | 4   | +1  |

| Clt | Joueur                | Équipe          | PJ | Min      | BC | Moy  | %Arr  | Bl |
| --- | --------------------- | --------------- | -- | -------- | -- | ---- | ----- | -- |
| 1   | Eduard Zakharchenko   | Ukraine         | 5  | 298 h 25 | 6  | 1,21 | 95,35 | 0  |
| 2   | Vilim Rosandić        | Croatie         | 3  | 135 h 21 | 4  | 1,77 | 92,86 | 0  |
| 3   | Artur Pavliukov       | Lituanie        | 5  | 375 h 42 | 11 | 2,39 | 92,14 | 0  |
| 4   | Ben Bowns             | Grande-Bretagne | 5  | 302 h 56 | 7  | 1,39 | 91,86 | 1  |
| 5   | Villem-Henrik Koitmaa | Estonie         | 4  | 222 h 45 | 14 | 3,77 | 87,72 | 1  |
| 6   | Otto Onodi            | Roumanie        | 4  | 230 h 34 | 24 | 6,25 | 84,81 | 0  |
| 7   | Mate Tomljenovic      | Croatie         | 3  | 169 h 39 | 13 | 4,60 | 84,15 | 0  |

Pour les significations des abréviations, voir statistiques du hockey sur glace.
Nota : seuls sont classés les gardiens ayant joué au minimum 40 % du temps de jeu de leur équipe.